# Valdemar le Jeune
Ne doit pas être confondu avec Valdemar III de Danemark ou Valdemar III de Schleswig.
Valdemar (III) Valdemarsen de Danemark, né en 1209 et mort le 28 novembre 1231, est roi associé de Danemark de 1215/1218 à 1231.

## Biographie
Né en 1209, Valdemar Valdemarsen est le fils de aîné du roi Valdemar II de Danemark et de sa première épouse Margareta (Dagmar) de Bohême. En 1215/1218, il devient le co-régent de son père avec qui il est capturé par le comte Henri de Schwerin et détenu entre 1223 et 1226.
Le jeune roi Valdemar meurt le 28 novembre 1231, tué lors d'un accident de chasse près de Kalundborg. Il est inhumé dans l’église Saint-Bendt à Ringsted aux côtés de son épouse prédécédée.

## Union
Il n'eut pas d'enfant survivant de son mariage le 24 juin 1229 avec Éléonore de Portugal née en 1211 et morte le 28 août 1231, fille du roi Alphonse II de Portugal : l'infante mourut en accouchant de leur unique enfant, qui décéda environ 6 mois plus tard, probablement affecté du même cancer des os qui avait contribué à la mort de sa mère. 

## Source
- (da) Dansk biografisk Lexikon /XVIII. p. 183-184 Valdemar (III).